# Nigel Sims
Nigel Sims (Coton-in-the-Elms, 9 agosto 1931 – 6 gennaio 2018) è stato un calciatore inglese, di ruolo portiere.
Ha collezionato più di 200 presenze con la maglia dell'Aston Villa.

## Palmarès

### Competizioni nazionali
- Coppa d'Inghilterra: 2

Wolverhampton: 1948-1949
Aston Villa: 1956-1957
- Community Shield: 2

Wolverhampton: 1949, 1954
- Campionato inglese: 1

Wolverhampton: 1953-1954
- Coppa di Lega inglese: 1

Aston Villa: 1960-1961
- Campionato inglese di seconda divisione: 1

Aston Villa: 1959-1960